# Carlos Rebello de Andrade
Carlos de la Rocque Rebelo de Andrade OSE (1887–1971) foi um arquiteto português, cuja obra foi fundamentalmente feita durante o Estado Novo.

## Biografia
Nasceu em Lisboa a 18 de Março de 1887, filho de Bento Rebelo de Andrade (c. 1860–?) e de sua mulher Maria Emília de la Rocque (c. 1870–?), bisneta de um cidadão francês.

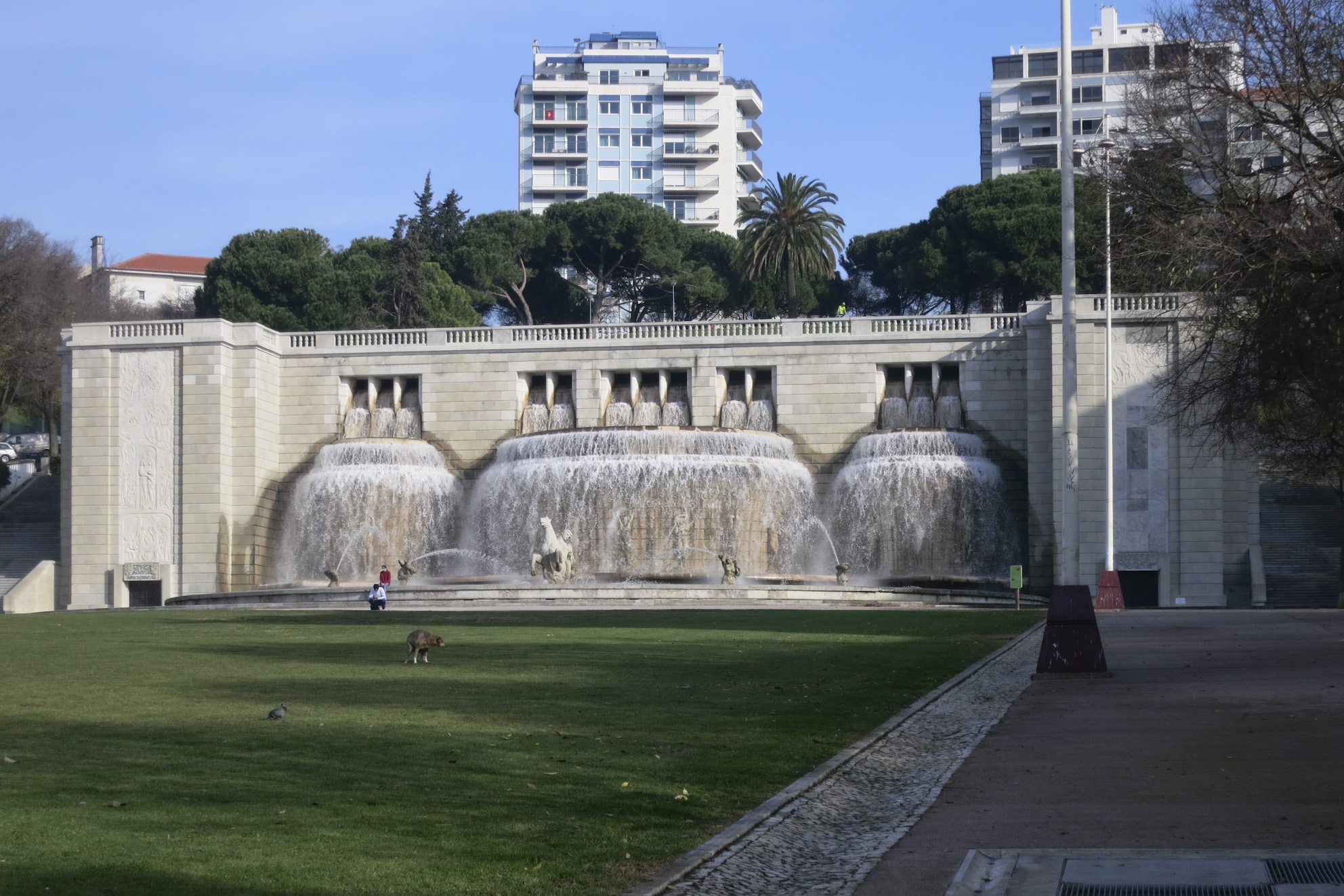
Fonte Monumental (Fonte Luminosa); Alameda D. Afonso Henriques, Lisboa

A sua obra enquadra-se no estilo conservador dominante em Portugal na década de 1940, habitualmente denominado Português Suave.
Entre os seus projetos arquitetónicos, realizados em associação com seu irmão Guilherme Rebelo de Andrade, destacam-se: Fonte Luminosa, Alameda Dom Afonso Henriques (projetada em 1938; inaugurada em 1948); Museu Nacional de Arte Antiga, Lisboa (1940); moradia na Avenida Columbano Bordalo Pinheiro, n.º 52, Lisboa (Prémio Valmor 1939).
A 10 de Maio de 1929 foi feito Oficial da Ordem Militar de Sant'Iago da Espada.